# Тинкоф
Тинкофф-Саксо е руски колоездачен отбор. Състезава се в Про-тур системата. Отборът е притежаван от руския бизнесмен Олег Тинков. От 1999 до март 2015 е управляван от, бившият победител в Тур дьо Франс, Бярне Рийс. Спонсорите са руската банка Тинкофф банк и датската Саксо банк.

## История
Основан през 1999 година, отборът се състезава в нискоразрядните кръгове на колоезденето. През 2001 г. Бярне Рийс поема окончателно отбора, като прекратява договорите с предишните спонсори.

### Спортни директори
| Name           | Born | Nationality | Previous  | Enter |
| -------------- | ---- | ----------- | --------- | ----- |
| Фабрицио Гуиди | 1972 | Италия      | Колоездач | 2011  |
| Тристан Хофман | 1970 | Нидерландия | Колоездач | 2011  |
| Филип Мадио    | 1968 | Франция     | Колоездач | 2011  |